# Dirohati
Dirohati (Deruti, Deruhati, Derohati) ist eine osttimoresische Siedlung im Suco Fahisoi (Verwaltungsamt Remexio, Gemeinde Aileu) in Osttimor.

## Geographie und Einrichtungen
Das Dorf Dirohati liegt im Südwesten der Aldeia Deruti, auf einer Meereshöhe von 1366 m. Mehrere Straßen treffen in Dirohati aufeinander. Von der Landeshauptstadt Dili im Norden kommt eine Überlandstraße, die weiter nach Süden zum Ort Namolesso führt. Die nächsten Ortschaften an dieser Straße sind Raimuti Keousi (Aldeia Bermanuleu, Suco Saboria) und weiter nördlich das ebenfalls zu Deruti gehörende Buahun. Im Süden liegen, etwas abseits der Straße, das Dorf Estaurlatan und weiter südlich das größere Dorf Mautoba (beide Aldeia Mautoba). Die Straße in Richtung Osten führt zu den Dörfern in der Aldeia Bereliurai und im Norden des Sucos Fadabloco. Die Straße nach Westen geht nach Bermanuleu  (Aldeia Bermanuleu, Suco Saboria), während eine Piste zu einer kleinen Siedlung im Südosten von Deruti endet. Nördlich von Dirohati entspringt der Bauduen und südlich der Ai Mera. Beide Flüsse sind Teil des Systems des Nördlichen Laclós.
Im Dorf Dirohati befindet sich der Sitz der Aldeia Deruti.